# オリヴァー・ケイシー
オリヴァー・ジョセフ・ケイシー（Oliver Joseph Casey, 2000年10月14日 - ）は、イングランド・ウェスト・ヨークシャー州リーズ出身のサッカー選手。ブラックプールFC所属。ポジションはDF。

## クラブ経歴
リーズ出身。地元のリーズ・ユナイテッドFCのユースチームから22017年にU-18に昇格。2019-20シーズンにトップチームに昇格。2019年12月7日のEFLチャンピオンシップ (2部リーグ)のハダースフィールド・タウンFC戦で、後半40分からの途中出場でプロデビュー。以降ベンチ入りは続いたものの、同シーズンはこの1試合の出場で終了。チームは2部リーグでの優勝し、2003-04シーズン以来のプレミアリーグ復帰が決定。シーズン終了後の2020年7月14日には、リーズと2023年までの契約を締結した。
2021年6月22日、ブラックプールFCへ完全移籍。